# Adriano Hits
«Adriano Hits» (укр. «Хіти Адріано») — збірник пісень італійського співака та кіноактора Адріано Челентано, випущений у 1970 році під лейблом «Clan Celentano».

## Про збірник
До збірника увійшли пісні з репертуару Адріано Челентано 1960-х і 1970-х років. Збірник випускався на LP-платівках і касетах. «Adriano Hits» випускався в Італії, Австралії і Нідерландах.

## Видання
| Назва               | Лейбл                                          | Маркування                        | Країна     | Рік      |
| ------------------- | ---------------------------------------------- | --------------------------------- | ---------- | -------- |
| Adriano Hits (LP)   | Clan Celentano, Clan Celentano, Clan Celentano | BFM/LP 600, BFM-LP 600, BFM.LP600 | Італія     | 1970     |
| Adriano Hits (Cass) | Clan Celentano                                 | NASM 31                           | Італія     | 1970     |
| Adriano Hits (LP)   | CBS, CBS                                       | MLP 004, MLP-004                  | Австралія  | 1973     |
| Adriano Hits (LP)   | Clan Celentano                                 | BLP 600                           | Нідерланди | невідомо |